# Синовино
Синовино — озеро на границе Пустошкинского и Себежского районов Псковской области. В 8 км к северо-западу от деревни Алоль.
Площадь — 1,2 км² (121,7 га, с островами — 1,3 км² или 129,0 га). Максимальная глубина — 19,7 м, средняя глубина — 9,2 м.
Ближайший населённый пункт — деревня Лобачи в 1,5 км к востоку Алольской волости.
Проточное. Относится к бассейну реки Сановница (Синовица), притоку Великой.
Тип озера плотвично-окуневый с ряпушкой и уклеей. Массовые виды рыб: щука, окунь, плотва, ряпушка, чудской сиг, язь, линь, налим, ерш, красноперка, щиповка, вьюн, пескарь, уклея, карась, бычок-подкаменщик; широкопалый рак (продуктивность ниже средней).
Для озера характерны: дно илисто-песчаное, камни.